# Ngụy biện
Ngụy biện hay lừa gạt là việc sử dụng lập luận sai, không hợp lý, cố ý hoặc không cố ý vi phạm các quy tắc logic trong suy luận.  Một lý luận ngụy biện có thể có ý lừa lọc bằng cách làm cho sự việc có vẻ tốt đẹp hơn so với thực tế. Một số ngụy biện có ý đồ thao túng, đánh lạc hướng nhằm dẫn dắt người nghe, người đọc vào con đường sai trái, làm cho họ nhầm tưởng cái sai là đúng hoặc cái đúng là sai.
Những sai lầm cố ý hoặc không cố ý trong suy luận do cẩu thả, thiếu hiểu biết, trái với logic được gọi là ngụy biện.
Ngụy biện nếu bị lạm dụng có thể trở thành thói quen, khiến cho tư duy trở nên sai trái, lệch lạc. Người có lối tư duy nguỵ biện có thể không phân biệt được đúng sai, nhiều trường hợp cho rằng mình luôn đúng.

## Khái quát
Ngụy biện là những kiểu lập luận sai lầm khiến cho các lập luận không hợp lý về mặt logic. Theo Sổ tay mới về các kỹ thuật trị liệu nhận thức (The New Handbook of Cognitive Therapy Techniques), phép ngụy biện bao gồm "những khẳng định không có căn cứ thường được đưa ra với một niềm tin khiến chúng nghe như thể chúng là sự thật đã được chứng minh.". Các phép ngụy biện phi hình thức được thấy sử dụng thường xuyên trên các phương tiện truyền thông đại chúng như truyền hình và báo chí. Việc hiểu rõ phép ngụy biện có thể cho phép một người nhận ra chúng trong văn bản của chính mình hoặc của người khác. Tránh ngụy biện có thể giúp cải thiện khả năng của một người trong việc đưa ra những lập luận hợp lý.
Khó để có thể đánh giá liệu một lập luận có phải là ngụy biện hay không vì các lập luận tồn tại theo một chuỗi tính hợp lý và một lập luận có nhiều giai đoạn hoặc nhiều phần có thể có một số phần hợp lý và một số phần sai. Hơn nữa, việc một lập luận cụ thể có ngụy biện hay không thường phụ thuộc vào nội dung hơn là hình thức của lập luận. Có thể thấy "các lập luận sai lầm thường có vẻ ngoài lừa bịp để trở thành các lập luận tốt, bởi vì đối với hầu hết các trường hợp ngụy biện của một dạng lập luận, có thể tìm thấy ở một trường hợp tương tự nhưng không ngụy biện.". Do đó, việc đánh giá một trường hợp nào đó của một dạng lập luận có phải là ngụy biện hay không hầu như luôn luôn phải đánh giá dựa trên bối cảnh của lập luận.

## Phân loại ngụy biện
Nhà triết học người Hy Lạp Aristotle là người đầu tiên hệ thống hóa các dạng ngụy biện thành danh mục.  Văn bản "Sophistical Refutations" (De Sophisticis Elenchis) của Aristotle xác định ra mười ba loại ngụy biện. Các nhà logic học sau này xác định thêm hàng chục loại ngụy biện khác nữa.
Ngụy biện thường được phân ra làm ngụy biện hình thức (formal fallacy) và ngụy biện phi hình thức (informal fallacy). Ngụy biện hình thức là ngụy biện chỉ bởi hình thức logic của nó. Trong khi, ngụy biện phi hình thức là ngụy biện vừa bởi hình thức vừa bởi nội dung của nó.

### Một vài loại ngụy biện
- Ngụy biện công kích cá nhân (ad hominem)

Loại nguỵ biện công kích, đả kích đối phương nhằm giảm uy tín lập luận của đối phương.
"Anh nói tôi làm sai sao anh không nhìn lại bản thân mình đi? Hồi trước anh cũng abc, xyz..."
- Ngụy biện kết luận vội vã (jumping to conclusions)

Loại ngụy biện đưa ra vài dữ kiện, nhận định không đầy đủ và đi đến kết luận vội vã, thiếu logic, thiếu chính xác.
- Ngụy biện khái quát hóa có khiếm khuyết (faulty generalization) hay ngụy biện khái quát hóa vội vã (hasty generalization)

Chỉ dùng ví dụ cho vài trường hợp nhỏ để khái quát hóa cho cộng đồng. 
Mẫu S được lấy từ dân cư P.
Mẫu S là một phần rất nhỏ trong dân P.
Kết luận C được rút ra từ mẫu S.
- Ngụy biện "anh cũng vậy" (tu quoque)
- Ngụy biện viện dẫn thẩm quyền (appeal to authority)

- Ngụy biện lợi dụng cảm xúc (appeal to emotion)

Dùng các từ ngữ cảm tính để đánh vào cảm xúc, tâm lý của người đối thoại hay khán giả để giành được sự đồng thuận cho luận điểm.
X phải là sự thật.
Hãy tưởng tượng nó sẽ buồn như thế nào nếu nó không đúng sự thật.
- Nguỵ biện so sánh

Dùng những hình ảnh mang tính so sánh nhằm làm giảm sự nguy hại của vấn đề,tạo đối phương có cảm giác an toàn vì cũng có trường hợp làm sai như vậy.
- Người abc cũng làm những việc xyz kia kìa sao anh không nói? 
- Tại sao phải dán nhãn "hút thuốc có hại" chỉ vì có nhiều người chết vì ung thư phổi?  Tai nạn xe máy, ô tô ngày nào cũng có người chết kìa sao không dán nhãn lên những phương tiện đó đi?
- Ngụy biện người rơm (straw man)

Ngụy biện người rơm là một loại lập luận ngụy biện trong đó một người bóp méo hoặc trình bày sai lập luận của đối thủ để dễ dàng tấn công hoặc bác bỏ.